# Gustav Hartlaub
Gustav Hartlaub (Bremen, 8 november 1814 - Bremen, 29 november 1900) was een Duitse natuuronderzoeker, ornitholoog en arts.

## Leven
De vader van Gustav, Carl Friedrich Ludwig Hartlaub (1792–1874) was een rijke koopman in Bremen die later senator in Bremen was. Zijn moeder, Johanna Elisabeth Hartlaub geboren Buch (1785–1874), was een ontwikkelde en kunstzinnige vrouw, zij onderhield in het ouderlijk huis een literaire salon.
Hartlaub studeerde in Bonn, Berlijn en Göttingen geneeskunde en behaalde in 1838 de graad van doctor. Daarna begon hij met het maken van verre reizen en vanaf 1840 verzamelde en onderzocht hij vogels die hij overdroeg aan het Museum der Naturhistorischen Gesellschaft in Bremen. Al in 1844 omvatte deze collectie rond 2000 natuurhistorische specimens.

## Nalatenschap
In 1852 richtte Hartlaub samen met zijn assistent Jean Cabanis het Journal für Ornithologie op. Dit tijdschrift is nu het oudste nog bestaande ornithologische vaktijdschrift.
In 1857 publiceerde Hartlaub, na een reis door Afrika, zijn voornaamste werk, System der Ornithologie Westafrica's. Hierin staan 758 vogelsoorten beschreven, met een aanzienlijk aantal door hemzelf ontdekte nieuwe soorten. In 1860 volgde een systematisch overzicht van de vogels van Madagaskar. Verder hielp hij de (tussen 1862 en 1864 in Leiden werkende) ornitholoog Otto Finsch bij een publicatie over de vogelwereld van Polynesië.
Hartlaub beschreef een groot aantal nieuwe vogelsoorten. Op de IOC World Bird List uit 2023 staan 20 vogelgenera en 176 vogelnamen, waaronder het heremietboshoen (Megapodius eremita), spitsvleugelhoen (Falcipennis falcipennis), de madagaskartaling (Anas bernieri), bosdrongo (Dicrurus modestus), palaurupsvogel (Edolisoma monacha) en de roodkruinbabbelaar (Pomatostomus ruficeps).
Als eerbetoon aan zijn activiteiten is een aantal vogelsoorten naar hem vernoemd. Daaronder de Hartlaubs eend (Pteronetta hartlaubii) en de Hartlaubs meeuw (Chroicocephalus hartlaubii).

### Publicaties
- Zweiter Beitrag zur Ornithologie Westafrica's. Meissner, Hamburg 1852.
- System der Ornithologie Westafrica's. Verlag von C. Schünemann, Bremen 1857.
- Ornithologische Beitrag zur Fauna Madagascars. Verlag von C. Schünemann, Bremen 1861.
- samen met Otto Finsch: Beitrag zur Fauna Centralpolynesiens. Ornithologie der Viti-, Samoa- und Tonga-Inseln. Verlag von H. W. Schmidt, Halle 1867.
- samen met Otto Finsch: Baron Carl Claus von der Decken's Reisen in Ost-Afrika. Vierter Band. Die Vögel Ost-Afrikas. C. F. Winter'sche Verlagsbuchhandlung, Leipzig Heidelberg 1870.
- Die Glanzstare Afrikas. In: Abhandlungen des Naturwissenschaftlichen Vereins zu Bremen. Band IV, Heft II, G. Hunckel, Bremen 1874.
- Die Vögel Madagaskars und der benachbarten Inselgruppen. Ein Beitrag zur Zoologie der äthiopischen Region. Verlag von H. W. Schmidt, Halle 1877.

- Bibsys: 5075038
- Gemeinsame Normdatei: 116491035
- International Standard Name Identifier: 0000 0000 1066 8670
- Library of Congress Control Number: no2019035696
- Nationale Bibliotheek van Tsjechië: uk20181009403
- Nationale Bibliotheek van Israël: 987011313872305171
- Nederlandse Thesaurus van Auteursnamen: 131406574
- Réseau des bibliothèques de Suisse occidentale: 02-A003350396
- Istituto Centrale per il Catalogo Unico: MILV288899
- Système universitaire de documentation: 064804690
- Virtual International Authority File: 77068767
- WorldCat: E39PBJwp346ryJ7mbjBDYKfyVC